# جان بيار هوفمان
جان بيار هوفمان (بالفرنسية: Jean-Pierre Hoffmann)‏ هو لاعب كرة قدم لوكسمبورغي []، ولد في 2 يونيو 1947، وتوفي في 25 أغسطس 2006.

## وصلات خارجية
- جان بيار هوفمان على موقع قاعدة بيانات كرة القدم.إي يو (الإنجليزية)